# 乔瓦尼·隆巴尔迪
乔瓦尼·隆巴尔迪（義大利語：Giovanni Lombardi，1969年7月20日—），意大利男子自行车运动员。他曾代表意大利参加1988年和1992年夏季奥林匹克运动会自行车比赛，获得一枚金牌。